# 特殊救難隊
特殊救難隊（とくしゅきゅうなんたい、英語: Special Rescue Team, SRT）とは、海上保安庁が特殊な海難に対応するために編成している専門部隊。第三管区海上保安本部の羽田特殊救難基地において、 6個隊（統括隊長を含めて計37人） で編成されており、要請があれば航空機で全国の現場に飛び、船舶火災、海上での毒物・劇物の流出、転覆船の捜索・救助やヘリコプターによる救助など高度で専門的な知識・技術を必要とする特殊海難に対応する。

## 来歴
1974年11月に発生したLPGタンカー第十雄洋丸と貨物船パシフィック・アレス号の衝突事故（第十雄洋丸事件）を契機に、東京消防庁の特別救助隊などから教育・研修を受けて、特殊救難隊として、1975年（昭和50年）10月に創設された。第三管区海上保安本部警備救難部救難課内であり、当初人員は5人であった。昭和53年（1978年）度末には9人2チームに増強されたのち、1986年（昭和61年）4月には救難課から独立し、統括組織として羽田特殊救難基地が設置された。

## 編制

### 組織
上記の通り、現在では、第三管区海上保安本部の事務所として特殊救難基地が設置されており、その隷下に6隊の特殊救難隊が所属している。羽田空港内の羽田航空基地（北緯35度33分27秒 東経139度45分17秒 / 北緯35.55750度 東経139.75472度）に隣接した二階建ての建物が基地の所在地になっている（北緯35度33分29秒 東経139度45分17秒 / 北緯35.55806度 東経139.75472度）。
特殊救難基地の組織は、指揮官として基地長がおり、次長・専門官・管理係長のほか、実働部隊として、それぞれ6人の隊員からなる6個隊（第一－六特殊救難隊）が編成されている。任期は5〜6年であり、隊員は各管区で行われる「競技会」にて優秀な成績を収めた救難強化巡視船や潜水指定船に乗船している潜水士から選抜され、約7か月間の新人教育を終えた後、各隊に配属される。隊の能力の均一化を図る目的で年1回、第一隊〜第六隊の隊長および基地長を交えて隊員の入れ替え（通称「ドラフト会議」）が行われる。
各隊に最低一人の救急救命士が配置され、メディカルコントロールにより長時間の搬送が強いられる洋上救急において特定行為が実施できる体制を整えている。また、隊員は消防機関における救急標準過程（総務省消防庁資格）を取得し緊急避難としての応急処置を実施するか、民間の2年制救急救命士養成施設である国際医療福祉専門学校（千葉市）あるいは湘央生命科学技術専門学校にて救急救命士国家試験受験資格を取得している（救急救命士は厚生労働省資格）。
非常に特殊で危険な任務を負う仕事であるが、隊員には1975年（昭和50年）の創設以来1人も殉職者はでていないことを誇りにしている。

### 所掌
組織上は第三管区海上保安本部に属してはいるが、出動管区に限定は無く、通常の各巡視船艇の装備・人員では対応が難しい特殊な海難（船舶火災、毒物劇物の流出、転覆・沈没船からの救助）が発生した場合、各管区海上保安本部からの出動要請に基づいて航空機・ヘリコプターなどを乗り継いで現場海域へ急行する。船舶火災の消火、危険物が流出している現場での救難、水深60メートルまでの要救助者捜索および救助、ヘリコプターから降下しての人命救助など、高度で専門的な知識や技能を必要とする特殊海難に対応している。
このように広域に出動するため、羽田特殊救難基地と羽田航空基地は、建物は別だが同じ敷地内にあり、海上保安庁で最大のヘリコプターである、エアバス・ヘリコプターズ EC 225「MH691 わかわし1号」「MH692 わかわし2号」の2機やガルフストリーム V「LAJ500 うみわし1号」「LAJ501 うみわし2号」の2機の小型ジェット機等が配備されている。現在では、本部隊と機動救難士とで管轄海域を分担することで、北海道の北側と日本海側の一部を除く日本各地の沿岸に、ヘリコプターでおおむね1時間以内に救難要員を投入できる体制が整備されている。
また、基地の隊員は国内の海難救助以外でも海外で大規模災害が発生した際には、他の管区の機動救難士や潜水士も含めて国際緊急援助隊救助チーム（消防庁、警察庁、海上保安庁ほか）の一員となり、世界中の被災した地域に派遣されることがある。2011年、ニュージーランドで発生したカンタベリー地震の災害に際し、クライストチャーチにも派遣されている。

## 広報活動
海上保安庁は特殊救難隊の広報活動に力を入れており、同隊の活躍を描いたマンガ「トッキュー!!」（週刊少年マガジン）に取材協力している。2006年11月2日放送の「プロフェッショナル 仕事の流儀」（NHK）で6隊隊長の寺門嘉之（当時）が特集された。

## 沿革
- 1974年11月：第十雄洋丸事件発生
- 1975年10月：特殊救難隊発足。隊員5人[8][9]
- 1976年3月26日：LPGタンカー「第38いずみ丸」の衝突・座礁事故に対し出動、船内の残存LPGの海上放出に成功し、二次災害防止に貢献[9]
- 1986年4月：羽田特殊救難基地設置[8]
- 2003年 : 隊員総勢36人体制
- 2005年 : 出動件数3000件
- 2011年 : 東日本大震災にて孤立住民の救助、患者の搬送など
- 2011年 : 出動件数4000件
- 2015年 : 特殊救難隊40周年
- 2017年 : 出動件数5000件[5]